# Saint-Brice, Mayenne
Saint-Brice, Mayenne là một xã của tỉnh Mayenne, thuộc vùng Pays de la Loire, tây bắc nước Pháp.